# Persona (satellite)
Pour les articles homonymes, voir Persona.

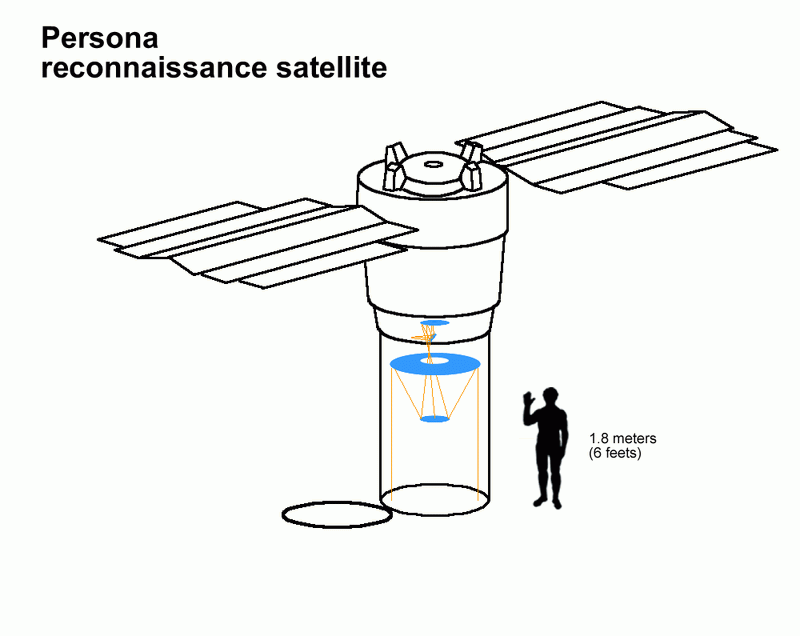
Schéma du satellite Persona.

Persona (Персона en français Persona) est une famille de  satellites de reconnaissance militaire optiques russes dont trois exemplaires ont été lancés entre 2008 et 2015. Circulant sur une orbite polaire, il dispose d'un système de prises de vue permettant une résolution inférieure au mètre. Contrairement à la série des Iantar qu'il remplace, le Persona transmet ses images par radio.

## Historique
L'origine du satellite de reconnaissance optique Persona remonte au projet Sapfir proposé en 1979 par le constructeur soviétique TsSKB Progress. Ce satellite lourd de 16 tonnes devait être entretenu par les équipages de la navette spatiale Bourane. Sapfir devait être placé par les lanceurs Zenit ou Proton sur une orbite elliptique haute (10 000 à 20 000 km) pour pouvoir couvrir des zones géographiques importantes avec une résolution optique basse (plus d'un mètre) tandis que les satellites Araks-N orbitant à faible altitude étaient chargés d'obtenir des images avec une résolution élevée. L'orbite retenue permettait d'assurer une couverture continue d'une région donnée durant 20 minutes. Un premier exemplaire de la partie optique du satellite est développé par la société LOMO mais la construction de Sapfir rencontre de nombreux problèmes techniques dus aux retards technologiques de l'Union Soviétique dans le domaine électronique.
La désintégration de l'Union Soviétique entraîne le gel du programme jusqu'à la fin des années 1990 puis son annulation. Au début des années 2000 les dirigeants russes décident de lancer le développement d'un satellite de reconnaissance moins ambitieux dans le cadre du programme d'armement couvrant la décennie à venir. TsSKB Progress remporte l'appel d'offres qui l'oppose à Lavotchkine, le constructeur des Araks. Bien que l'engin conçu par Lavotchkine soit de meilleure qualité, TsSKB Progress, qui propose une version dérivée de son satellite d'observation civil Resours-DK1, est retenu pour préserver le potentiel industriel de cette entreprise spatiale majeure. Le satellite réutilise la partie optique des trois satellites Sapfir abandonnés en cours de développement.

## Suite du programme
Le programme ne dispose que de trois optiques développées dans le cadre du programme Sapfir. Fin 2015 on ignore si les responsables russes comptent continuer à construire des satellites de ce type au en adaptant une nouvelle charge utile ou si la série doit être remplacée par une famille de satellites de reconnaissance de conception complètement différente.

## Caractéristiques techniques
Le satellite Persona doit remplacer les satellites de reconnaissance Iantar. Alors que ce dernier envoie les films dans une capsule qui revient sur Terre, les satellites Persona transmettent leurs clichés par radio. La masse des Persona a été limitée à 7 tonnes  pour que le satellite puisse être placé en orbite par la fusée Soyouz. Sa durée de vie est de 7 ans. La conception de Persona est basée sur le satellite d'observation civil Resours-DK1. La charge utile de Persona est un télescope Korsch à 3 miroirs avec un miroir primaire de 1,5 mètre de diamètre et une longueur focale de 20 mètres. Le satellite aurait une résolution de 33 cm à la verticale de la zone survolée. Le satellite est construit par TsSKB Progress et la partie optique est fournie par la société LOMO et l'institut optique d'état Vavilov,.

## Historique des lancements
Trois satellites Persona ont été lancés entre 2008 et 2015 depuis le cosmodrome de Plessetsk par une fusée Soyouz 2-1b et placé sur une orbite circulaire de 720 km avec une inclinaison de 98,3°. Le premier satellite de la série Persona 1 tombe en panne avant même d'entamer sa phase opérationnelle à la suite d'une défaillance de son électronique. Le lancement du deuxième exemplaire est retardé jusqu'à 2013 car certains de ses composants ont été utilisés pour achever le satellite d'observation de la Terre Resours-P 1. Persona 2 tombe également en panne peu après son lancement et les militaires russes sont obligés de remettre en service des satellites de la série ancienne des Kobalt-M (dernière version des Iantar) pour maintenir une couverture suffisante. L'ordinateur de bord a perdu la moitié de sa mémoire mais en 2014 la mise à jour du logiciel embarqué permet de contourner le problème et de réactiver le satellite. Persona 2 fournit notamment des images durant le conflit entre la Russie et l’Ukraine. Le troisième satellite Persona 3, lancé en juin 2015, dispose d'un nouveau système de télécommunications par laser qui lui permet de transférer ses données via les satellites géostationnaires Loutch.
| Nom       | Date lancement  | Désignation officielle | Identifiant NSSDC | Statut                                                                        | Notes                                                                |
| --------- | --------------- | ---------------------- | ----------------- | ----------------------------------------------------------------------------- | -------------------------------------------------------------------- |
| Persona 1 | 26 juillet 2008 | Cosmos 2441            | 2008-037A         | Hors service ?                                                                |                                                                      |
| Persona 2 | 7 juin 2013     | Cosmos 2486            | 2013-028A         | Réactivé durant l'été 2014 après une panne intervenue peu après son lancement |                                                                      |
| Persona 3 | 23 juin 2015    | Cosmos 2506            | 2015-029          | Opérationnel                                                                  | Dispose d'un système communications laser avec les satellites Loutch |